# For Her Father's Sake (film 1921)
For Her Father's Sake è un film muto del 1921 diretto da Alexander Butler.

## Trama
Una giovane, per salvare suo padre, rinuncia all'uomo che ama per sposare un uomo ricco. Il suo amato diventa ricco pure lui, ereditando una grossa fortuna.

## Produzione
Il film fu prodotto dalla G.B. Samuelson Productions.

## Distribuzione
Distribuito dalla General Film Distributors (GFD), il film uscì nelle sale cinematografiche britanniche nel maggio 1921.